# Vince DiCola
Vincent Louis DiCola (Lancaster (Pennsylvania), 11 november 1957) is een Amerikaans componist en toetsenist.

## Levensloop
DiCola verhuisde na een opleiding tot percussionist naar Californië. Eerst werkte hij als sessiemuzikant en speelde hij synthesizers voor Juice Newton. In 1983 werd hij samen met Frank Stallone aangesteld als componist voor de speelfilm Staying Alive. Hij werd genomineerd voor een Golden Globe voor beste filmsong "Far from Over", geschreven in samenwerking met Stallone, en ontving een Grammy Award-nominatie voor zijn werk aan de soundtrack van de film. In 1986 ontving hij echter de Golden Raspberry Award voor de slechtste soundtrack van het jaar voor de filmmuziek van Rocky IV. In hetzelfde jaar componeerde DiCola de muziek voor The Transformers: The Movie.
DiCola bracht ook soloalbums uit, waaronder het album Artistiek Beatles uit 1993, die bestaat uit covers van Beatles-nummers. Hij werkte ook als muzikant en producer voor artiesten als Rick Springfield en Glenn Hughes.

## Discografie

### Albums
- Piano Solos – (1986)
- Artistically Beatles – (1993)
- Til All Are One – met Stan Bush –  (1997 - verzamelalbum)
- BotCon '97 - The Concert – met Stan Bush – (1998 - livealbum)
- "In-Vince-ible !" – (2001)
- Lighting Their Darkest Hour: The Complete Music Score for TFTM – (2001 - verzamelalbum)
- The Protoform Sessions – (2001  - verzamelalbum)
- Transformations - Themes and Variations – (2001)
- Rise of the Champion – (2002)
- Falling Off a Clef... – (2004)
- Rocky IV (Original Motion Picture Score) – (2010 - Soundtrack)
- Saturday Morning RPG (Original Soundtrack) – met Kenny Meriedeth – (2014 - Soundtrack)
- The Transformers: The Movie (Original Motion Picture Score) – (2015 - Soundtrack)
- Of Two Minds – met Kenny Meriedeth – (2016 - verzamelalbum)
- Only Time Will Tell – (2021)
- Transformers Devastation (Original Game Soundtrack) – met Kenny Meriedeth – (2021 - Soundtrack)

## Filmografie

### Films
- Staying Alive – met Frank Stallone – (1983)
- Rocky IV – (1985)
- The Transformers: The Movie – (1986)
- Stan Bush in Concert with Vince Dicola: Botcon '97 – met Stan Bush – (1998 - concertfilm)
- Sci-Fighter – met Kenny Meriedeth – (2004)
- Soft Target – met Kenny Meriedeth – (2006)

### Computerspellen
- Saturday Morning RPG – met Kenny Meriedeth – (2012)
- Angry Birds Transformers – met Kenny Meriedeth – (2014)
- Transformers: Devastation – met Kenny Meriedeth – (2015)
- Teenage Mutant Ninja Turtles: Mutants in Manhattan – met Naofumi Harada, Kenny Meriedeth en Masafumi Takada – (2016)

## Prijzen en nominaties
| Jaar | Prijs                  | Categorie                                                                         | Werk                              | Uitslag     |
| ---- | ---------------------- | --------------------------------------------------------------------------------- | --------------------------------- | ----------- |
| 1984 | Golden Globe           | Best Original Song                                                                | "Far from Over" uit Staying Alive | Genomineerd |
| 1984 | Grammy Award           | Best Album of Original Score Written for a Motion Picture or A Television Special | Staying Alive                     | Genomineerd |
| 1986 | Golden Raspberry Award | Worst Musical Score                                                               | Rocky IV                          | Gewonnen    |